# Oddział Armii Krajowej „Sosienki”

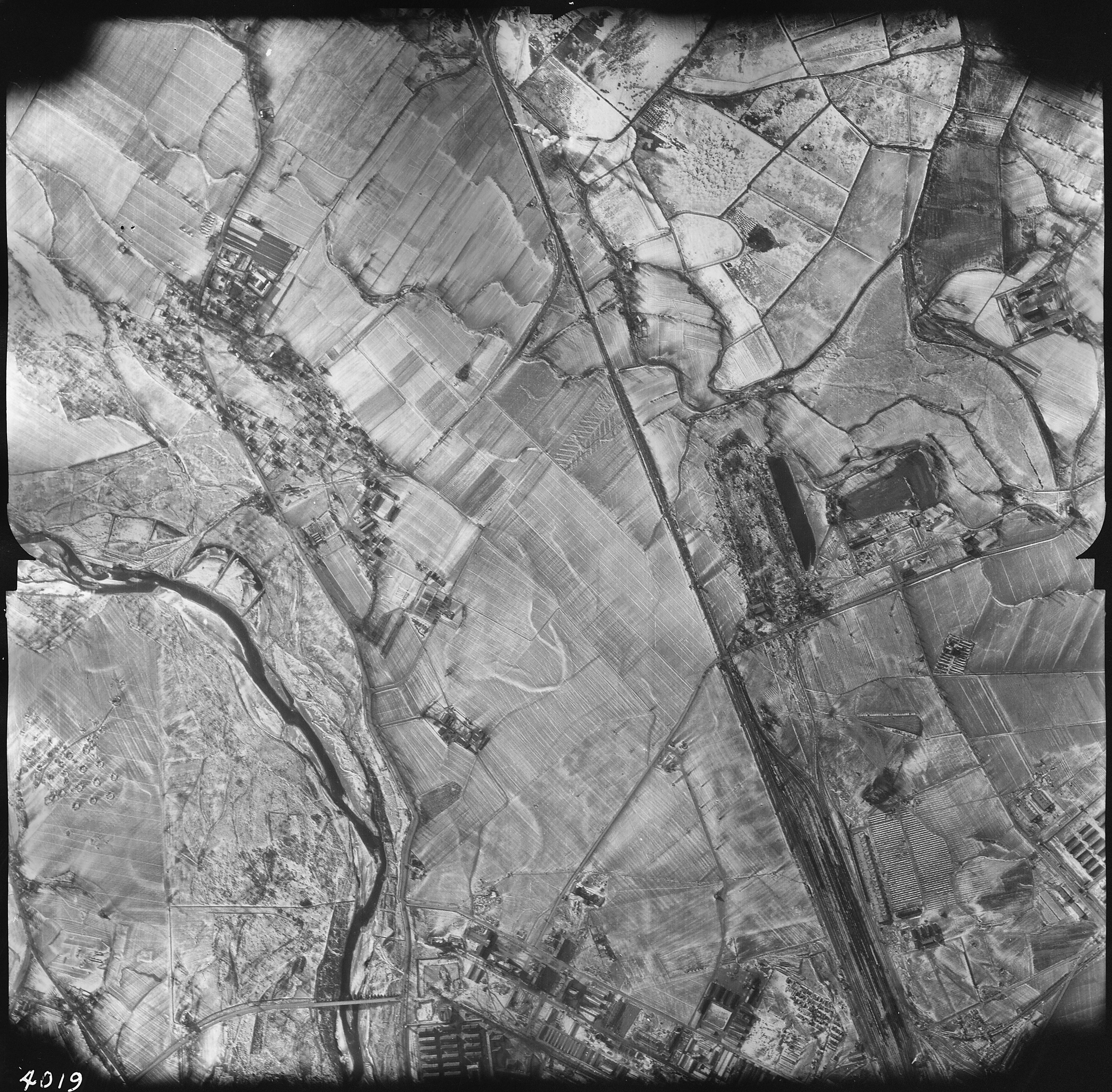
Fotografia lotnicza okolic obozu Auschwitz z 1944 - teren działalności oddziału „Sosienki”

Oddział partyzancki AK „Sosienki” – zgrupowanie partyzanckie Armii Krajowej sformowane w okolicach Oświęcimia, podległe pod Obwód Oświęcim,  Okręg Śląsk AK. Jego główną aktywnością była pomoc więźniom obozu Auschwitz-Birkenau. Działał w latach 1943–1945.

## Okoliczności utworzenia oddziału
Decyzję o powołaniu oddziału podjął wiosną 1943 nowo dowodzący obwodem oświęcimskim AK kpt. Jan Wawrzyczek ps. „Danuta”. Grupa powstała z połączenia trzech grup dywersyjnych jakie wówczas funkcjonowały w rejonie Jawiszowic i Bielan, a których działalność została poważnie ograniczona w związku z aresztowaniami, jakie Niemcy przeprowadzili w październiku 1942.

## Aktywność oddziału
Oddział funkcjonował na terenach pozbawionych dużych kompleksów leśnych. Ich sytuację komplikowała duża liczba Niemców, zarówno żołnierzy z formacji obrony przeciwlotniczej, szkoły policji w Kętach, załogi obozu Auschwitz-Birkenau, siatki konfidentów Gestapo oraz cywilnych niemieckich gospodarzy, osiedlonych w miejsce dotychczasowych polskich właścicieli.
Partyzanci z „Sosienek” nieśli pomoc więźniom i zorganizowali około jednej trzeciej ucieczek z obozu Auschwitz-Birkenau.
Jednym z ostatnich działań grupy była pomoc amerykańskiemu pilotowi z załogi bombowca B-17G, zestrzelonego w grudniu 1944 przez niemiecką obronę przeciwlotniczą. Maszyna rozbiła się między Bielanami a Wilamowicami a drugi pilot lt. David M. Jones, który na spadochornie wylądował w okolicy cmentarza w Jawiszowicach został ukryty przez miejscową ludność. Żołnierze z „Sosienki” przerzucili go do zaufanej rodziny w Międzybrodziu, gdzie doczekał końca wojny.

## Placówki
Głównym punktem na mapie partyzanckich placówek oddziału był dom Jana i Heleny Jedlińskich w Zasolu, znany jako „Orle Gniazdo”. Innym ważnym miejscem był dom Józefa i Rozalii Chmielniaków w Bielanach, nazywany “Cygańskim Obozem”. 
„Zacisze” – tak w partyzanckim slangu nazwano punkt odbioru więźniów uciekinierów, zlokalizowany w okolicach drewnianego mostu na Sole w Łękach. W pobliżu działały kwatery oddziału „Sosienki”, gdzie można było ukryć więźniów. Uciekinierzy otrzymywali od organizacji informację, że mają poruszać się zaroślami w górę rzeki, aż do pierwszego napotkanego mostu. Tam w ukryciu mieli czekać na łączników. Niemcy po pewnym czasie zorientowali się, że więźniowie są przechwytywani w rejonie rzeki. Od tego czasu, po ujawnieniu ucieczki z obozu, dokonywali zrzutu wody z zapory Porąbka aby zalać dolinę Soły i maksymalnie utrudnić ten proceder.

## Struktura Organizacyjna
Obwód AK Oświęcim,
kwatermistrz Marian Feliks ,,Patrycjusz,
- dowódca Jan Wawrzyczek „Danuta”,
- zastępca Józef Górkiewicz „Górnik”,
- drugi zastępca  Antoni Szlachcic,
- szef wywiadu Franciszek Hoszek,

Placówka AK Oświęcim,
- dowódca Franciszek Błasiak;

Placówka AK Brzeszcze,
- dowódca Rudolf Wittek;

Placówka AK Kęty,
- Józef Górkiewicz;

Placówka AK Osiek,
- Zygmunt Urbańczyk;

Grupa dywersyjno-sabotażowa kopalni „Brzeszcze”,
- dowódca Stefan Galantowicz;

## Ciekawostki
Nazwa oddziału wzięła się z sosnowego młodnika w Bielanach w pobliżu Soły, w którym nowo zwerbowani partyzanci składali przysięgę.